# Баш-Хамба, Али
Али Баш-Ха́мба (1876, Тунис — 29 октября 1918, Стамбул, Османская империя) — тунисский адвокат, журналист и политик. Деятель национально-освободительного движения, соучредитель организации младотунисцев в 1907 году.

## Биография
Бах Хамба родился в 1876 году в городе Тунис в аристократической семье турецкого происхождения; его брат Мохамед Баш Хамбабыл редактором «Revue du Maghreb». Он учился в колледже Садикия, получил степень магистра, а затем докторскую степень в области права в университете Экс-Марсель.
Выступал за самостоятельность, но также модернизацию Туниса. Поэтому был поборником западной культуры и политических учреждений, поддерживал связи и с французскими левыми кругами, и с младотурецким комитетом «Единение и прогресс». В 1905 году основал «Общество выпускников Садикии». На его базе в 1907 году он и Бешир Сфар, чтобы выступать в интересах своих соотечественников, создали политическую группу «Младотунисцы» (под влиянием младотурок), также известную как Эволюционистская партия младотунисцев. Они стремились к равенству и требовали прав в соответствии с условиями французского протектората. Баш-Хамба также издавал их франкоязычный еженедельник «Тюнизьен» («Le Tunisien»).
В 1908 году Баш-Хамба призвал к развитию революционного движения народа, выдвинув лозунг восстановления тунисской конституции 1861 года (дестура). В 1909 году к младотунисцам присоединился Абдельазиз Таалби, и движение приобрело как конституционный, так и религиозный характер, а его издание получило арабскую версию. В этом свете Баш-Хамба с 1910 шлжа поддерживал панисламистские лозунги младотурок.
В 1909—1912 годах возглавлял массовые антиимпериалистические выступления младотунисцев. Популярность новой партии была продемонстрирована в 1911 году, когда она выступила против вторжения Италии в Ливию. В ноябре 1911 г. мятеж, подавленный войсками, привел к объявлению осадного положения.
Когда в феврале 1912 года итальянский водитель трамвая сбил и убил ребенка, в стране был организован трамвайный бойкот, и тунисские служащие боролись за равную оплату с итальянским персоналом. Баш-Хамба вошёл в Комитет действия, руководивший кампанией бойкота и забастовкой на транспорте. Правительство заявило, что это был политический заговор, и в марте арестовало и выслало Баш-Хамбу и Талби. Этот народный протест и требования рабочих были первым ярким проявлением тунисского национального самосознания.
В эмиграции Баш-Хамба жил в Стамбуле и публиковал статьи в турецкой печати. С началом Первой мировой войны в 1914 году выдвинул лозунг вооружённой борьбы за независимость, поддерживал связи с тунисским подпольем и эмиграцией в Женеве, разрабатывал планы создания объединённой Североафриканской республики. В 1917 году приступил к формированию из числа эмигрантов отдельной североафриканской бригады для антифранцузской борьбы, намереваясь лично отправиться на фронт в качестве её политического руководителя.